# Vombat
Vombati ili zdepaši (latinski: Vombatidae) kratkonogi su mišićavi četveronožni tobolčari koji nastanjuju Australiju. Dugački su oko jedan metar. Imaju mali zdepasti rep te teže između 20 i 35 kilograma. Vombati su prilagodljive životinje koje mogu živjeti u mnogima staništima. Žive u šumskim, planinskim, i vrištinskim dijelovima južne i istočne Australije, uključujući i Tasmaniju.

## Vrste
Postoje tri živuće vrste vombata. Sve tri su endemi Australije i okolnih otoka. Također su zaštićene australskim zakonom.
- Lasiorhinus kreffti
- Lasiorhinus latifrons
- Vombatus ursinus

## Vanjske poveznice
- Zdepaši Hrvatska enciklopedija
- Vombat, Proleksis enciklopedija